# Massafra
Massafra est une ville italienne de la province de Tarente, dans la région des Pouilles.

## Économie
Le territoire communal fait partie de la zone de production de la mozzarella di Gioia del Colle (AOP).

## Histoire
- Le château de Massafra.

## Administration
| Période                                  | Période | Identité | Étiquette | Qualité |
| ---------------------------------------- | ------- | -------- | --------- | ------- |
|                                          |         |          |           |         |
| Les données manquantes sont à compléter. |         |          |           |         |

### Hameaux
Citignano e Chiatona.

### Communes limitrophes
Crispiano, Martina Franca, Mottola, Palagiano, Statte, Tarente.